# (16707) Norman
(16707) Norman est un astéroïde de la ceinture principale.

## Description
(16707) Norman est un astéroïde de la ceinture principale. Il fut découvert le 19 août 1995 à La Silla par Claes-Ingvar Lagerkvist. Il présente une orbite caractérisée par un demi-grand axe de 3,10 UA, une excentricité de 0,12 et une inclinaison de 13,4° par rapport à l'écliptique.